# Snake Rattle 'n' Roll
 (août 2015).
Si vous disposez d'ouvrages ou d'articles de référence ou si vous connaissez des sites web de qualité traitant du thème abordé ici, merci de compléter l'article en donnant les références utiles à sa vérifiabilité et en les liant à la section « Notes et références ».
Snake Rattle 'n' Roll est un jeu vidéo de plates-formes développé par Rare et édité par Nintendo. Il est sorti sur Nintendo Entertainment System en juillet 1990 en Amérique du Nord et le 27 mars 1991 en Europe et a ensuite été porté sur Mega Drive par Sega en 1993. Le jeu met en scène deux serpents, Rattle et Roll, dans des niveaux en 3D isométrique.
Snake Rattle 'n' Roll a été développé par deux membres de Rare, Tim Stamper et Mark Betteridge, et la musique a été composée par David Wise. Il a été bien reçu par la presse spécialisée, qui l'a salué pour ses graphismes en 3D, sa jouabilité et son niveau de difficulté. Une suite du nom de Snake in Space devait sortir mais n'a jamais vu le jour. Cependant, il fut tout de même suivi par Sneaky Snakes sur Game Boy en 1991. Snake Rattle 'n' Roll a été désigné comme l'un des meilleurs jeux sortis sur NES ainsi que comme l'un des meilleurs jeux développés par Rare.

## Système de jeu
Le joueur dirige un serpent qui doit prendre du poids en mangeant des billes colorées à l'aide sa langue. Une fois arrivé en fin de la zone, le joueur doit se placer sur une balance, si une sonnette retentit, le poids est suffisant et la porte du niveau suivant s'ouvre. Les points sont ensuite comptabilisés à la fin de la partie suivant le nombre de billes avalées. Si elles sont de la couleur du serpent, le joueur gagne plus de points.
Le joueur perd des billes en se faisant toucher par un ennemi. Pour détruire les monstres, il suffit de leur donner des coups de langue ou de sauter dessus.

Le joueur perd une vie dans les cas suivant :
- En entrant en collision avec un ennemis alors qu'il n'a plus de bille.
- En se faisant écraser par un pieds géant.
- En tombant dans le vide ou sur des pics.
- En dépassant la limite de temps.

Des bouches d'égouts jalonnent le niveau, elles cachent soit des billes supplémentaires, un bonus, un niveau bonus, un ennemis ou une warp zone.
Les différents bonus du jeu permettent entre autres d'agrandir la langue du serpent, ajouter du temps supplémentaire ou gagner une vie. Des malus sont aussi présents, il s'agit de fausses vies supplémentaire qui explose, un système qui inverse le sens de vos commandes ou bien un malus qui limite la hauteur de vos sauts.